# Jonometria
Jonometria – dział chemii analitycznej zajmujący się określaniem stężenia wybranych jonów w roztworze wodnym. Pomiary przeprowadza się za pomocą jonometrów, których zasada działania jest analogiczna do pehametrów, jednak wyposażone są one w elektrody jonoselektywne. Półogniwem porównawczym jest elektroda kalomelowa. Możliwe jest oznaczanie stężenia zarówno kationów (np. Ag+
, Cu2+
, Pb2+
, NH+
4,), jak i anionów (np. jonów halogenkowych i pseudohalogenkowych).